# G33

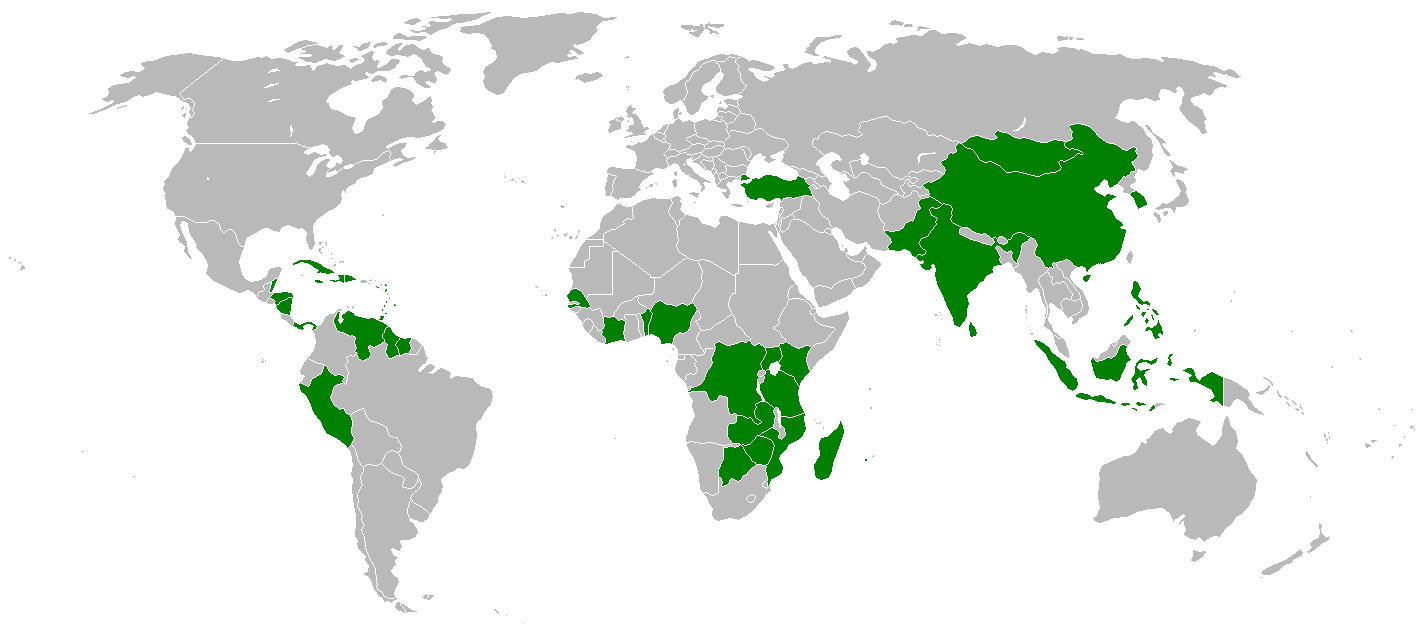
A G33 tagjai

A G33 egy politikai tömörülés neve, melynek résztvevői olyan fejlődő államok, melyek összehangolják kereskedelmi és politikai tevékenységüket. A név hasonlít a G8-éra. Azért hozták létre, hogy segítsen a részt vevő országoknak az egymáshoz hasonló problémáik kezelésében.
A G33-országok számukra kedvező eredményt értek el a WTO-tárgyalásokon, például továbbra is korlátozhatják piacaikhoz való hozzáférést.

## Résztvevők
- Antigua és Barbuda
- Barbados
- Belize
- Benin
- Botswana
- Dél-Korea
- Dominikai Köztársaság
- Elefántcsontpart
- Fülöp-szigetek
- Grenada
- Guyana
- Haiti
- Honduras
- India
- Indonézia
- Jamaica
- Kenya
- Kína
- Kongói Demokratikus Köztársaság
- Kongói Köztársaság
- Kuba
- Laosz
- Madagaszkár
- Mauritius
- Mongólia
- Mozambik
- Nicaragua
- Nigéria
- Pakisztán
- Panama
- Peru
- Saint Kitts és Nevis
- Saint Lucia
- Saint Vincent és a Grenadine-szigetek
- Srí Lanka
- Suriname
- Szenegál
- Tanzánia
- Trinidad és Tobago
- Törökország
- Uganda
- Zambia
- Zimbabwe